# Floris De Tier
Floris De Tier (ur. 20 stycznia 1992 w Gavere) – belgijski kolarz szosowy.

## Osiągnięcia
Opracowano na podstawie:
2014
- 3. miejsce w Circuit de Wallonie

2019
- 2. miejsce w Hammer Limburg (drużynowo)

2020
- 1. miejsce w klasyfikacji górskiej Vuelta a Andalucía

## Rankingi
| Rok             | 2013 | 2014 | 2015 | 2016 | 2017  | 2018 | 2019 | 2020  | 2021 | 2022 | 2023  |
| --------------- | ---- | ---- | ---- | ---- | ----- | ---- | ---- | ----- | ---- | ---- | ----- |
| UCI World Tour  |      |      |      | -    | 243.  | 174. |      |       |      |      |       |
| World Ranking   |      |      |      | 347. | 929.  | 546. | 771. | 1280. | -    | 950. | 1157. |
| UCI Europe Tour | 765. | 438. | 679. | 255. | 1507. | 950. | 562. | 979.  | -    | 694. | -     |
| UCI Asia Tour   | -    | -    | -    | 454. | -     | -    |      |       |      |      |       |
|                 |      |      |      |      |       |      |      |       |      |      |       |
| Źródło: UCI     |      |      |      |      |       |      |      |       |      |      |       |